# Ministerie van Economie (Polen)
Het Ministerie van Economie (Pools: Ministerstwo Gospodarki) is een ministerie van de Poolse overheid dat verantwoordelijk is voor het economische beleid. Het werd in 1997 opgericht en kwam in de plaats van het Ministerie van Industrie en Handel. In 2005 werd het Ministerie van Arbeid en Sociale Zaken opgericht naar aanleiding van een inkrimping van dit ministerie en de opheffing van het Ministerie van Sociale Zaken.

## Ministers

### Minister van Economie (1997-2003)
- Wiesław Kaczmarek (SdRP) (4 februari 1997 - 31 oktober 1997)
- Janusz Steinhoff (PChD/PPChD) (31 oktober 1997 - 19 oktober 2001)
- Jacek Piechota (SLD) (19 oktober 2001 - 7 januari 2003)

### Minister van Economie, Arbeid en Sociale Zaken (2003-2004)
- Jerzy Hausner (SLD) (7 januari 2003 - 2 mei 2004)

### Minister van Economie en Arbeid (2004-2005)
- Jerzy Hausner (SLD) (2 mei 2004 - 31 maart 2005)
- Jacek Piechota (SLD) (31 maart 2005 - 31 oktober 2005)

### Minister van Economie (2005-heden)
- Piotr Woźniak (partijloos) (31 oktober 2005 - 7 september 2007)
- Jarosław Kaczyński (PiS), waarnemend (7 september 2007 - 11 september 2007)
- Piotr Woźniak (partijloos) (11 september 2007 - 16 november 2007)
- Waldemar Pawlak (PSL) (16 november 2007 - 27 november 2012)
- Janusz Piechociński (PSL) (6 december 2012 - heden)